# Citidina/uridina/hidroxocobalamina
Citidina/uridina/hidroxocobalamina (nome comercial: Etna) é uma associação medicamentosa utilizada pela medicina no restauro de lesões nervosas periféricas, tais como compressões apresentadas em lesão do plexo braquial, fraturas, entorses, lesões por vibração no estilo LER ou DORT, entre outras.

## Propriedades
A associação é um sal formado por nucleotídeos pirimidínicos CMP e UTP. Tem por base ser a molécula de transferência e precursor do DNA neuronal na formação da bainha de mielina e da membrana celular neuronal. O medicamento, portanto, integra esta cadeia metabólica, que em virtude da lesão, poderá estar em intensa fase de regeneração.